# Heckenlandschaft Kattenvenne
Die  Heckenlandschaft Kattenvenne ist ein in Kattenvenne gelegenes Naturschutzgebiet. Das 37,9 ha große Areal befindet sich im Südwesten der Gemeinde Lienen an der Grenze zum Kreis Warendorf. Es grenzt an den Sudendorfer Vennepohl, ein 
Naturschutzgebiet in der niedersächsischen Gemeinde Glandorf im Landkreis Osnabrück.
Das NSG Heckenlandschaft Kattenvenne umfasst einen reich strukturierten, für die Münsterländer Parklandschaft typischen Hecken-Grünland-Komplex.